# Fredonia (Kolumbien)
Fredonia ist eine Gemeinde (municipio) im Departamento Antioquia in Kolumbien.

## Geographie
Fredonia liegt in der Subregion Suroeste in Antioquia 58 km von Medellín entfernt auf einer Höhe von ungefähr 1800 m ü. NN in der Zentralkordillere der kolumbianischen Anden und hat eine Durchschnittstemperatur von 20 °C. An die Gemeinde grenzen im Norden Amagá und Caldas, im Süden Támesis, Jericó und Tarso, im Osten Santa Bárbara und im Westen Venecia und Tarso.

## Bevölkerung
Die Gemeinde Fredonia hat 25.526 Einwohner, von denen 9287 im städtischen Teil (cabecera municipal) der Gemeinde leben (Stand: 2022).

## Geschichte
Ab etwa 1790 war das heutige Fredonia Zielpunkt von Siedlungsbewegungen. Fredonia erhielt 1830 den Status einer Gemeinde. Aber erst ab 1870 wuchs die Bevölkerung durch Migrationsbewegungen an.

## Wirtschaft
Die wichtigsten Wirtschaftszweige von Fredonia sind Landwirtschaft und Tierhaltung. Das wichtigste Anbauprodukt ist Kaffee. Zudem wird Kohle abgebaut.

## Söhne und Töchter der Stadt
- Gustavo Posada Peláez (1917–1999), römisch-katholischer Ordensgeistlicher, Bischof von Istmina-Tadó
- Rodrigo Arenas Betancur (1919–1995), Schriftsteller und Bildhauer
- Luis Albeiro Maldonado Monsalve (* 1958), katholischer Bischof von Santa Rosa de Osos